# Robert Walker Jr.
Robert Walker Jr., nato Robert Hudson Walker Jr. (New York, 15 aprile 1940 – Malibù, 5 dicembre 2019), è stato un attore statunitense.

## Biografia
Nato a New York, i suoi genitori erano gli attori Robert Walker e Jennifer Jones. Dopo aver studiato alla Lawrenceville School, Walker frequentò i corsi di recitazione all’Actors Studio a New York. Iniziò la sua carriera di attore nel 1962 con ruoli televisivi nelle serie La città in controluce, interpretando il ruolo principale di un attore emotivamente disturbato che vive e si esibisce per strada e nei circhi, e Route 66. Fece il suo debutto cinematografico nel film L'uncino (1963), cui seguirono il ruolo di protagonista nella commedia Una nave tutta matta (1964), accanto a Burl Ives e Walter Matthau, e altre apparizioni cinematografiche nei western Carovana di fuoco (1967), con John Wayne e Kirk Douglas, e Appuntamento per una vendetta (1969), in cui recitò al fianco di Robert Mitchum. Nel 1969 fu tra i protagonisti del cult Easy Rider - Libertà e paura, in cui dimostrò la sua abilità nella disciplina del Thai Chi, appresa sotto la guida di Marshall Ho'o.
Negli anni sessanta Walker proseguì anche la carriera televisiva, recitando nell'episodio Le follie di Evan della serie La grande vallata (1965), in cui interpretò Evan Miles, uno studente emotivamente disturbato che sviluppa un interesse ossessivo per la sua amica d'infanzia Audra Barkley (Linda Evans). Nel 1966 fu scelto per l'episodio Il naufrago delle stelle della serie Star Trek, in cui diede un'efficace e potente interpretazione di Charlie Evans, un diciassettenne disadattato e dotato di poteri psichici che nessuno gli ha insegnato a controllare. Apparve successivamente in episodi di altre serie come Combat! (1966), Bonanza (1967), Kronos - Sfida al passato (1967), nei panni di Billy the Kid, e interpretò il ruolo di Nick Baxter, un alieno malato che causa la morte di esseri umani mediante il tatto nell'episodio Panic della serie Gli invasori (1967).
Nel 1972 fu protagonista sul grande schermo della commedia fantascientifica Beware! The Blob, prima e unica esperienza dell'attore Larry Hagman dietro la macchina da presa. Recitò in altri celebri serie televisive come Colombo (1974), Le strade di San Francisco (1975) e Charlie's Angels (1979), e interpretò il ruolo di uno scaricatore di porto che si addossa la responsabilità di un omicidio, pur essendo innocente, in un episodio della serie Quincy (1977). Proseguì la carriera sul piccolo schermo anche negli anni ottanta e novanta in serie come CHiPs (1982), Dallas (1985-1986), La signora in giallo (1987-1990), L'ispettore Tibbs (1991), L.A. Law - Avvocati a Los Angeles (1991).
Walker si sposò tre volte, con Ellie Wood (1962-1976), con Judy Motulsky (1978-1980) e infine nel 1981 con Dawn Walker. Ebbe sette figli. Ritiratosi dalle scene nel 2018, morì nel 2019, all'età di 79 anni, nella sua casa di Malibù, in California.

## Filmografia parziale

### Cinema
- L'uncino (The Hook), regia di George Seaton (1963)
- Cerimonia infernale (The Ceremony), regia di Laurence Harvey (1963)
- Una nave tutta matta (Ensign Pulver), regia di Joshua Logan (1964)
- Carovana di fuoco (The War Wagon), regia di Burt Kennedy (1967)
- Cominciò per gioco... (The Happening), regia di Elliot Silverstein (1967)
- Hula Hula, la femmina della giungla (The Face of Eve), regia di Jeremy Summers (1968)
- Easy Rider - Libertà e paura (Easy Rider), regia di Dennis Hopper (1969)
- Appuntamento per una vendetta (Young Billy Young), regia di Burt Kennedy (1969)
- Quando il sole scotta (Road to Salina), regia di Georges Lautner (1970)
- Beware! The Blob, regia di Larry Hagman (1972)
- Una donna come me (Don Juan ou Si Don Juan était une femme...), regia di Roger Vadim (1973)
- Lo spettro di Edgar Allan Poe (The Spectre of Edgar Allan Poe), regia di Mohy Quandour (1974)
- The Passover Plot, regia di Michael Campus (1976)
- Cambogia Express (Angkor: Cambodia Express), regia di Lek Kitaparaporn (1982)
- Doppio rischio (Olivia), regia di Ulli Lommel (1983)
- The Devonsville Terror, regia di Ulli Lommel (1983)

### Televisione
- Route 66 – serie TV, episodio 3x07 (1962)
- Ben Casey – serie TV, episodi 2x08-3x20 (1962-1964)
- Il dottor Kildare (Dr. Kildare) – serie TV, episodio 3x26 (1964)
- Mr. Novak – serie TV, episodio 2x26 (1965)
- La parola alla difesa (The Defenders) – serie TV, 2 episodi (1965)
- La grande vallata (The Big Valley) – serie TV, episodio 1x08 (1965)
- Star Trek – serie TV, episodio 1x02 (1966)
- Combat! – serie TV, episodio 5x03 (1966)
- I sentieri del west (The Road West) – serie TV, episodio 1x07 (1966)
- Kronos - Sfida al passato (The Time Tunnel) – serie TV, episodio 1x22 (1967)
- Gli invasori (The Invaders) – serie TV, episodio 1x14 (1967)
- Bonanza – serie TV, episodio 9x07 (1967)
- Marcus Welby (Marcus Welby, M.D.) – serie TV, episodio 4x15 (1973)
- Cannon – serie TV, episodio 4x07 (1974)
- Colombo (Columbo) – serie TV, episodio 3x06 (1974)
- Le strade di San Francisco (The Streets of San Francisco) – serie TV, episodio 3x21 (1975)
- Pepper Anderson - Agente speciale (Police Woman) – serie TV, episodio 3x02 (1976)
- Quincy (Quincy, M.E.) – serie TV, episodio 3x09 (1977)
- Charlie's Angels – serie TV, episodio 4x05 (1979)
- CHiPs – serie TV, episodio  5x24 (1982)
- Dallas – serie TV, 3 episodi (1985-1986)
- La signora in giallo (Murder, She Wrote) – serie TV, episodi 3x12-6x20 (1987-1990)
- L'ispettore Tibbs (In the Heat of the Night) – serie TV, episodio 4x15 (1991)
- L.A. Law - Avvocati a Los Angeles (L.A. Law) – serie TV, episodio 5x16 (1991)

## Doppiatori italiani
Nelle versioni in italiano delle opere in cui ha recitato, Robert Walker Jr. è stato doppiato da:
- Gianni Giuliano in Appuntamento per una vendetta, La signora in giallo (ep. 6x20)
- Luciano Melani in Una nave tutta matta
- Massimo Turci in Carovana di fuoco
- Carlo Sabatini in Quando il sole scotta
- Riccardo Rossi in Star Trek
- Angelo Nicotra in Charlie's Angels
- Massimo Lopez in Cambogia Express